# 28-cm-Haubitze L/12
Die 28-cm-Haubitze L/12 war eine Haubitze, die während des Ersten Weltkriegs vom deutschen Heer und während des Zweiten Weltkriegs von der Wehrmacht eingesetzt wurde. Hauptsächlich in der Küstenverteidigung und als Festungsartillerie verwendet, wurde sie auch als Belagerungsgeschütz eingesetzt.
Die 28-cm-Haubitze L/12 ist nicht mit der von der Firma Armstrong entwickelten 28-cm-Haubitze L/10 zu verwechseln.

## Geschichte

### Entwicklung

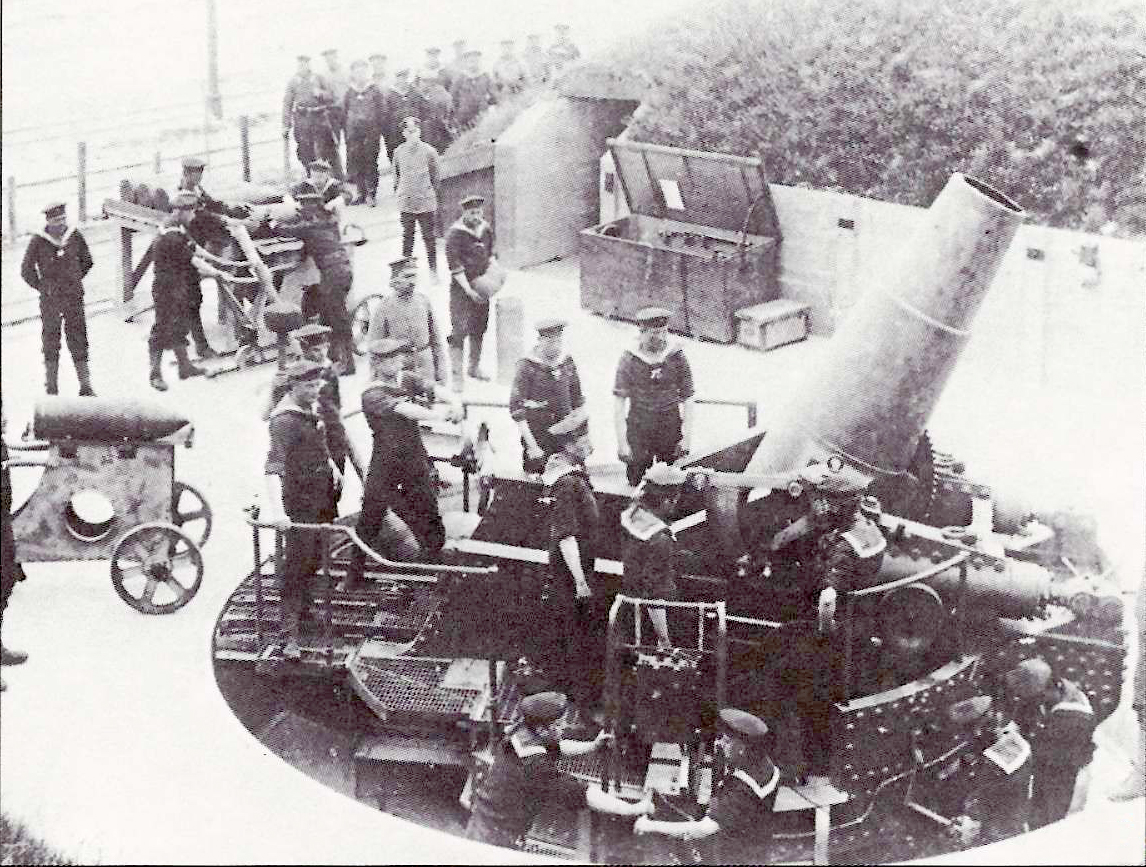
Eine 28-cm-Küstenhaubitze L/12 der Batterie Groden nähe Zeebrugge und Blankenberge.

Gegen Ende des 19. Jahrhunderts entwickelte die Friedrich Krupp AG in Essen eine 28-cm-Haubitze mit Mittelpivotlafette, die ab 1892 im Küstenschutz und für Festungen eingesetzt wurde. Ab 1907 wurde die überarbeitete Küstenhaubitzen-Version mit hydraulischer Rücklaufbremse eingeführt, die den Rückstoß besser auffangen konnte. Letztendlich wurde die Haubitze in zwei Ausführungen hergestellt: einer Küstenhaubitzen-Version, die auf einer 360° schwenkbaren Drehlafette montiert war, und einer Haubitzen-Version, die ausschließlich auf einer Lafette installiert war und einen geringen Richtbereich hatte. Die Küstenhaubitze war unter anderem auf der Festung Helgoland im Einsatz, wo ab 1892 acht Haubitzen installiert wurden, und hatte eine Reichweite von 10.400 Metern.

### Erster Weltkrieg

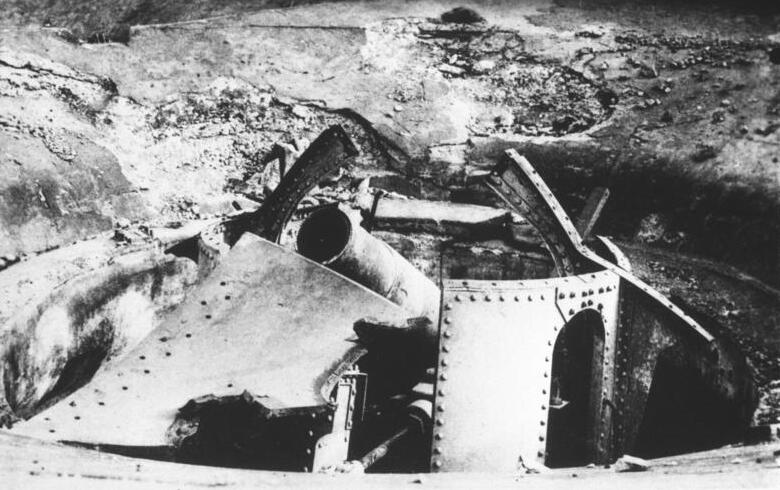
Gesprengte, gepanzerte 28-cm-Küstenhaubitzen-Stellung in Tsingtau

In der deutschen Kolonie Kiautschou waren vier 28-cm-Küstenhaubitzen mit 360 Grad Wirkungsbereich, als Batterie Bismarckberg bezeichnet, in Panzerkuppeln in den Fels eingebaut. Von September bis November 1914 wurde Tsingtau durch japanische und britische Truppen belagert. Kurz vor der Kapitulation sprengte die Garnison die Haubitzen sowie alle weiteren Geschütze, um sie nicht dem Gegner in die Hände fallen zu lassen.
Nach dem Ersten Weltkrieg waren in Deutschland noch 17 Haubitzen und 13 Küstenhaubitzen in sieben Küstenbatterien im Einsatz, deren Verwendung von den Siegermächten gestattet wurde. Zusätzlich waren zwei Haubitzen jeden Typs als Reserve vorgesehen.

### Zweiter Weltkrieg
Vor dem Beginn des Zweiten Weltkriegs wurden einige der 28-cm-Haubitzen (Stellungs-Artillerie-Abteilung 799) im Süden des Westwalls in festen Stellungen eingebaut. Nach Beginn der Feindseligkeiten am 1. September 1939 wurden Ziele der Maginotlinie beschossen.
Bei der Belagerung von Sewastopol 1942 kamen sechs 28-cm-Haubitzen (Schwere Artillerie-Batterien 741, 742 und 743 mit jeweils zwei Haubitzen) und drei 28-cm-Küstenhaubitzen (Schwere Artillerie-Batterie 744) zum Einsatz. Zwischen dem 2. Juni und 1. Juli 1942 gaben die Haubitzen 2.300 Schuss und die Küstenhaubitzen 750 Schuss ab. Nach zweiwöchigem Einsatz hatten sechs der in die Jahre gekommenen Haubitzen Risse an den Rohren bzw. Rohrkrepierer und fielen aus. Während die Artillerie-Abteilungen 741, 742 und 743 nach der Schlacht aufgelöst wurden, wurde die Schwere Artillerie-Abteilung 744 in den Raum Leningrad verlegt.

## Technik

### Haubitze L/12
Das Rohr der 28-cm-Haubitze war auf einer Lafette gelagert, die auf einem nach hinten ansteigenden Schlitten ruhte. Beim Feuern rutschte die Lafette quasi den Berg hoch und bremste dadurch den Rückstoß ab. Lafette und Schlitten waren auf einer Drehlafette angebracht, die einen Seitenrichtbereich von zirka 30 Grad hatte. Um die Haubitze mit den 350 kg schweren Geschossen zu laden, musste das Rohr in die Horizontale gebracht werden. Mit Hilfe eines Munitionskrans, der am Schlitten befestigt war, wurden die Granaten zum Rohr geführt und eingeschoben. Die Schusskadenz lag bei einem Schuss in vier Minuten. Die Reichweite betrug 10.400 Meter. Da der Geschützaufbau zwischen drei und vier Tagen benötigte, wurde die Haubitze hauptsächlich zur Küstenverteidigung und als Festungsgeschütz eingesetzt.

### Küstenhaubitze L/12
Bei der Küstenhaubitze wurde mehrere Verbesserungen eingeführt. So wurde der Seitenrichtbereich erhöht, in dem Lafette und Schlitten auf einer auf 360 Grad schwenkbaren Mittelpivotlafette lagerten. Zur Verminderung des Rückstoßes wurde eine hydraulische Rücklaufbremse zu beiden Seiten der Lafette angebracht. Das komplette Geschütz wog 50.300 kg und hatte eine Mündungsgeschwindigkeit von 350 m/s. Die 17,3 kg schwere Treibladung wurde separat nach Einfügen der Granate ins Rohr eingeschoben. Als Geschosse wurden Sprenggranaten verwendet.